# Piedade do Ouro
Piedade do Ouro è un distretto del comune di Itapetim, situato nello stato di Pernambuco, Brasile. Questa località è nota per avere il punto più settentrionale dello stato di Pernambuco sul continente: il villaggio di Lagoa de Dentro, e si caratterizza per essere una zona prevalentemente rurale. Il nome "Piedade do Ouro" (in italiano pietà dell'oro) deriva dalla scoperta di una miniera d'oro nella regione negli anni '40, la quale tuttavia fu chiusa nel 1985 dopo che l'estrazione si rivelò economicamente non sostenibile. All'inizio, la miniera era considerata la terza più grande del Brasile.

## Demografia
Dal punto di vista demografico, il distretto non ha un numero preciso di residenti a causa della presenza di molte comunità isolate e fattorie abbandonate. Il reddito medio dei residenti è relativamente basso, attestandosi intorno a 165,52 real brasiliani.